# 유복 (안단후)
유복(劉福, ? ~ 기원전 87년)은 전한 중기의 관료이자 제후로, 조경숙왕의 아들이다.

## 행적
무제 때 안단후(安檀侯)에 봉해졌다.
무제 후2년(기원전 87년), 상산태수 재임 중 황제를 저주한 혐의를 받아 고문받다가 죽었다.

## 출전
- 반고, 《한서》 권15상 왕자후표 上